# Peney VD
Peney ist ein Dorf im Gebiet der Gemeinde Vuiteboeuf im Schweizer Kanton Waadt (Kürzel: VD).

## Geografie
Die Ortschaft liegt im Hügelgebiet am Jurasüdfuss 1,5 Kilometer südöstlich des Dorfes Vuiteboeuf. Im Süden und im Osten ist das Gebiet von Peney durch die Täler des Flusses Brine und seiner Nebenbäche begrenzt.
Durch Peney und Vuiteboeuf führt die Hauptstrasse 151, die Yverdon-les-Bains mit Sainte-Croix VD verbindet. Auf dem offenen Feld zwischen Vuiteboeuf und Peney befindet sich der Bahnhof Vuiteboeuf der Schmalspurbahn Chemin de fer Yverdon–Ste-Croix.

## Geschichte
Im Mittelalter war Peney das Zentrum einer ausgedehnten Pfarrei und der Standort der alten Pfarrkirche Sankt Martin. In der Ortschaft besassen die Freiherren von Grandson eine Burg. Die Siedlung lag an der Etappe Pontarlier–Orbe der Pilgerroute Via Francigena. Nach der Eroberung der Waadt durch Bern gehörte Peney zur Pfarrei Baulmes.
Das Nachbardorf Vuiteboeuf ist 1228 als Teil der Pfarrei Peney erwähnt und entwickelte sich erst in der Neuzeit zum Gemeindezentrum.

## Kirche Sankt Martin
Die mittelalterliche Kirche von Peney wurde im frühen 18. Jahrhundert teilweise durch einen Neubau ersetzt. Die Glocken aus dem Jahr 1477 blieben erhalten und fanden im umgebauten Kirchturm wieder ihren Platz; sie werden noch heute gelegentlich geläutet.
Als die Gemeinde Vuiteboeuf zu Beginn des 20. Jahrhunderts die Restaurierung der Kirche plante, fand der Kantonsarchäologe Albert Naef bei der Untersuchung des bestehenden Bauwerks keine erhaltenswerten Bauelemente ausser einem gotischen Fenstergewände. Bei der Planung des Projekts gaben die Gemeindebehörden 1902 schliesslich einem Neubau auf einem Grundstück in Vuiteboeuf den Vorzug. Das Schiff der Kirche von Peney wurde 1907 abgebrochen, und nur der romanische Glockenturm, der wegen der im Dach eingebauten Turmuhr auch Tour de l’Horloge genannt wird, blieb stehen. In der Mauer des Turms wurde das von Naef identifizierte mittelalterliche Chorfenster eingebaut.